# Forcipomyia macheti
Forcipomyia macheti är en tvåvingeart som beskrevs av Clastrier och Legrand 1990. Forcipomyia macheti ingår i släktet Forcipomyia och familjen svidknott.
Artens utbredningsområde är Franska Guyana. Inga underarter finns listade i Catalogue of Life.